# Comuna Nimigea, Bistrița-Năsăud
Nimigea (în maghiară Nemegye, în germană Nindorf, în dialectul săsesc Nindref, în idiș בענישאר) este o comună în județul Bistrița-Năsăud, Transilvania, România, formată din satele Florești, Mintiu, Mititei, Mocod, Mogoșeni, Nimigea de Jos (reședința), Nimigea de Sus și Tăure.

## Așezare
Comuna Nimigea este situată într-o zona de deal. Satele Tăure, Mintiu și Mititei sunt situate pe vârfuri de dealuri, iar satele Nimigea de Jos, Nimigea de Sus, Mocod ,Florești și Mogoșeni pe parcursul râului Someș.

## Demografie
Componența etnică a comunei Nimigea
     Români (76,5%)
     Maghiari (10,56%)
     Romi (9,26%)
     Alte etnii (0,04%)
     Necunoscută (3,64%)
Componența confesională a comunei Nimigea
     Ortodocși (75,56%)
     Reformați (10,69%)
     Penticostali (8,87%)
     Alte religii (1,18%)
     Necunoscută (3,7%)
Conform recensământului efectuat în 2021, populația comunei Nimigea se ridică la 5.434 de locuitori, în creștere față de recensământul anterior din 2011, când fuseseră înregistrați 5.075 de locuitori. Majoritatea locuitorilor sunt români (76,5%), cu minorități de maghiari (10,56%) și romi (9,26%), iar pentru 3,64% nu se cunoaște apartenența etnică. Din punct de vedere confesional, majoritatea locuitorilor sunt ortodocși (75,56%), cu minorități de reformați (10,69%) și penticostali (8,87%), iar pentru 3,7% nu se cunoaște apartenența confesională.

## Politică și administrație
Comuna Nimigea este administrată de un primar și un consiliu local compus din 15 consilieri. Primarul, Cornel Runcan[*], de la Partidul Social Democrat, este în funcție din 1 noiembrie 2024. Începând cu alegerile locale din 2024, consiliul local are următoarea componență pe partide politice:
|  | Partid                                 | Consilieri | Componența Consiliului | Componența Consiliului | Componența Consiliului | Componența Consiliului | Componența Consiliului | Componența Consiliului | Componența Consiliului |
|  | -------------------------------------- | ---------- | ---------------------- | ---------------------- | ---------------------- | ---------------------- | ---------------------- | ---------------------- | ---------------------- |
|  | Partidul Social Democrat               | 7          |                        |                        |                        |                        |                        |                        |                        |
|  | Partidul Național Liberal              | 4          |                        |                        |                        |                        |                        |                        |                        |
|  | Uniunea Democrată Maghiară din România | 2          |                        |                        |                        |                        |                        |                        |                        |
|  | Alianța pentru Unirea Românilor        | 1          |                        |                        |                        |                        |                        |                        |                        |
|  | Partidul Ecologist Român               | 1          |                        |                        |                        |                        |                        |                        |                        |

## Infrastructură
În comună funcționează opt grădinițe, opt școli, un club al elevilor (Clubul reformaților) și două biblioteci.
În ceea ce privește sănătatea, comuna dispune de un dispensar, patru cabinete medicale, o farmacie, un cabinet stomatologic și unul veterinar.

## Obiective turistice
- Rezervația naturală „Poiana cu narcise de pe Șesul Mogoșenilor” (6 ha);
- Pârtia Nimigea de Jos
- Valea Țibleșului
- Plaja de pe malul Someșului
- Biserica Reformată Nimigia de Jos